# Reichenbach (Aare)
Der Reichenbach, auch Rychenbach, ist ein etwa zwölf Kilometer langer, südsüdwestlicher und linker Zufluss der Aare im Kanton Bern. Nach ihm ist das Reichenbachtal zwischen der Grossen Scheidegg und Meiringen in der Gemeinde Schattenhalb benannt.
Der Bach ist für die 300 Meter hohe Kaskade Reichenbachfall bekannt.

## Geographie

### Quellbereich
Der Reichenbach entsteht auf einer Höhe von etwa 1950 m ü. M. beim Rinderstutz in einer Hochgebirgslandschaft im Jagdbanngebiet Schwarzhorn südöstlich der Grossen Scheidegg (1962 m ü. M.).

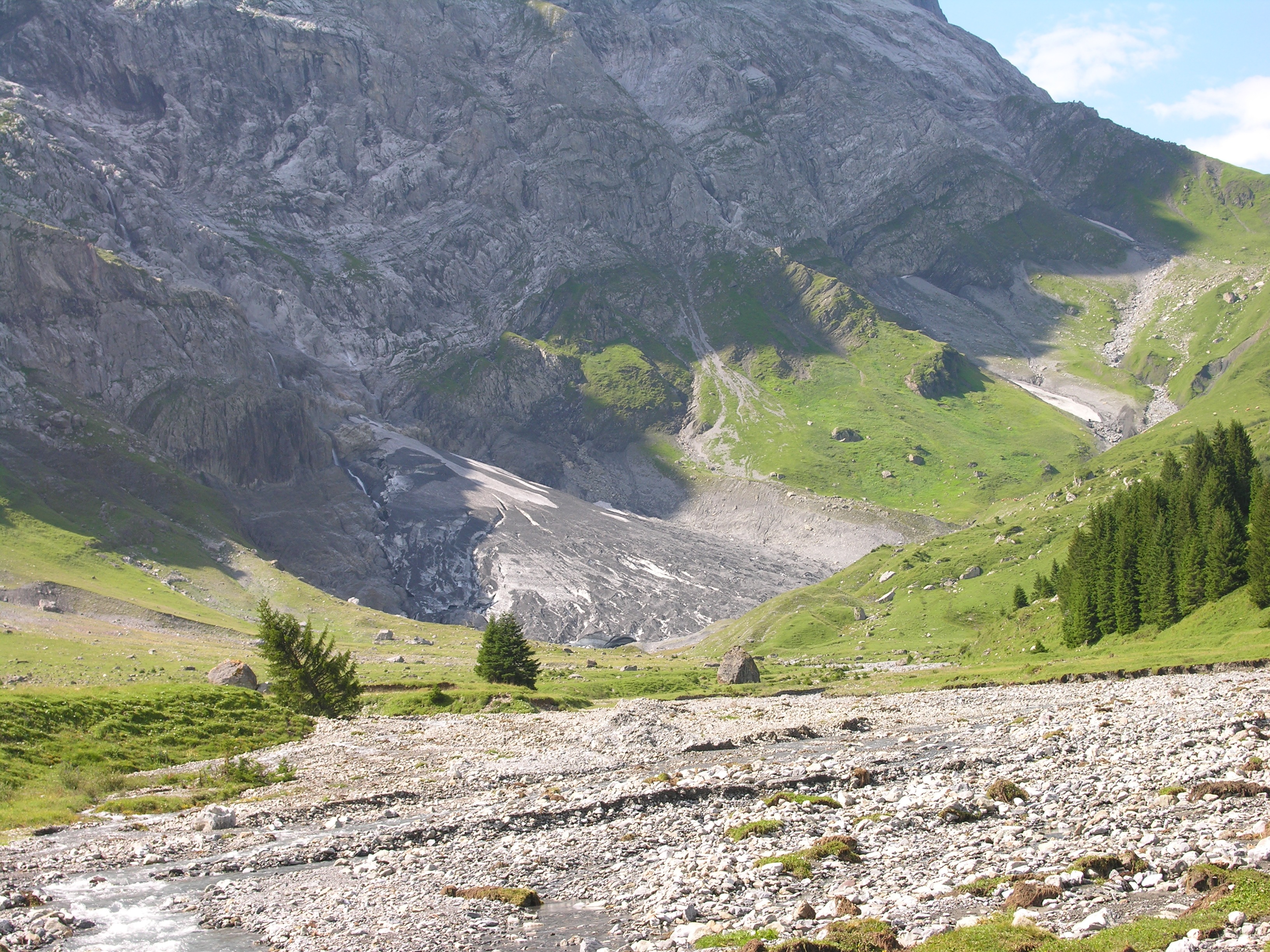
Ein Quellarm des Reichenbachs entspringt einem kleinen Gletscher am Fusse des Wetterhorns
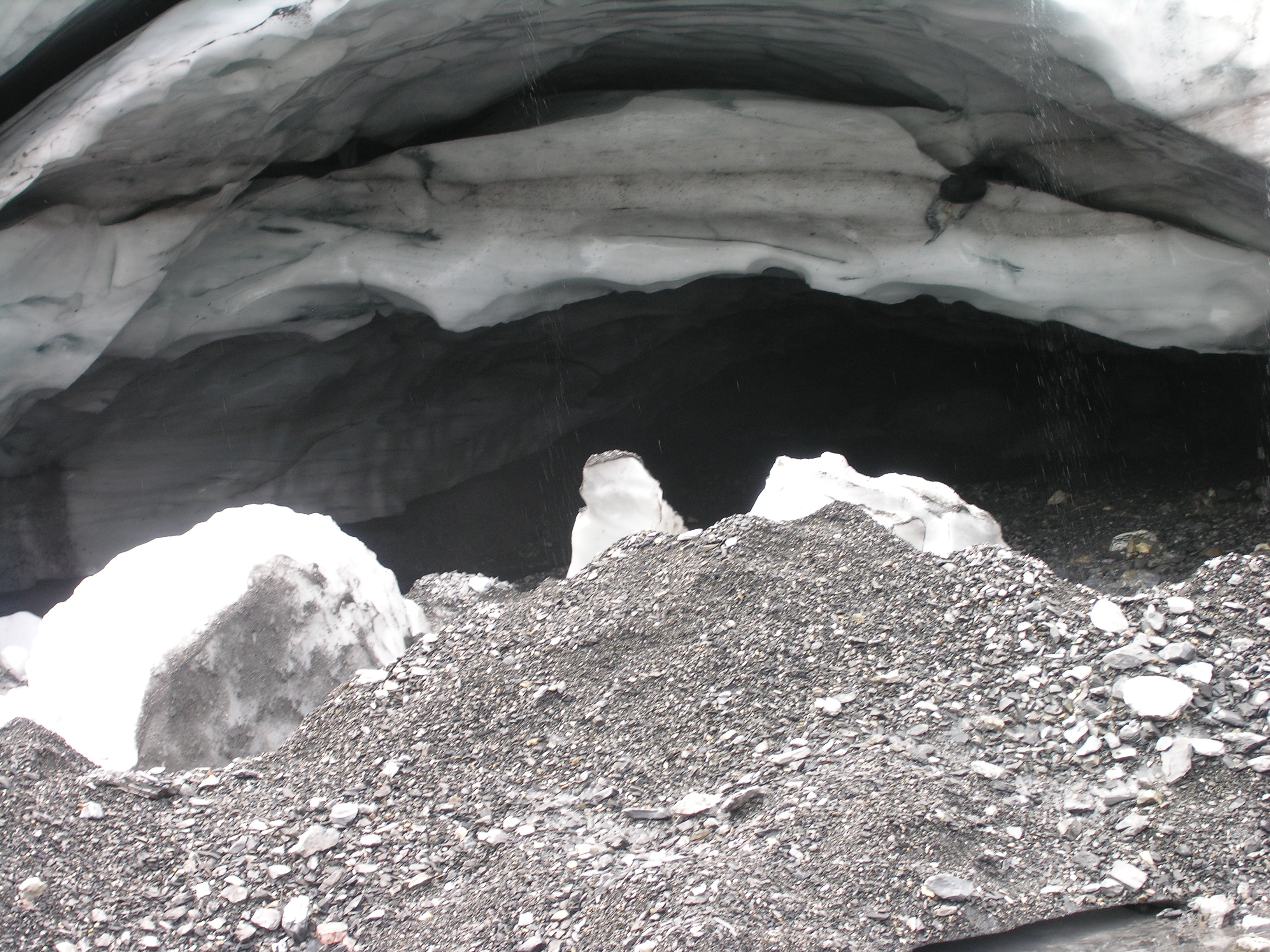
Quelle am Gletscher

### Verlauf

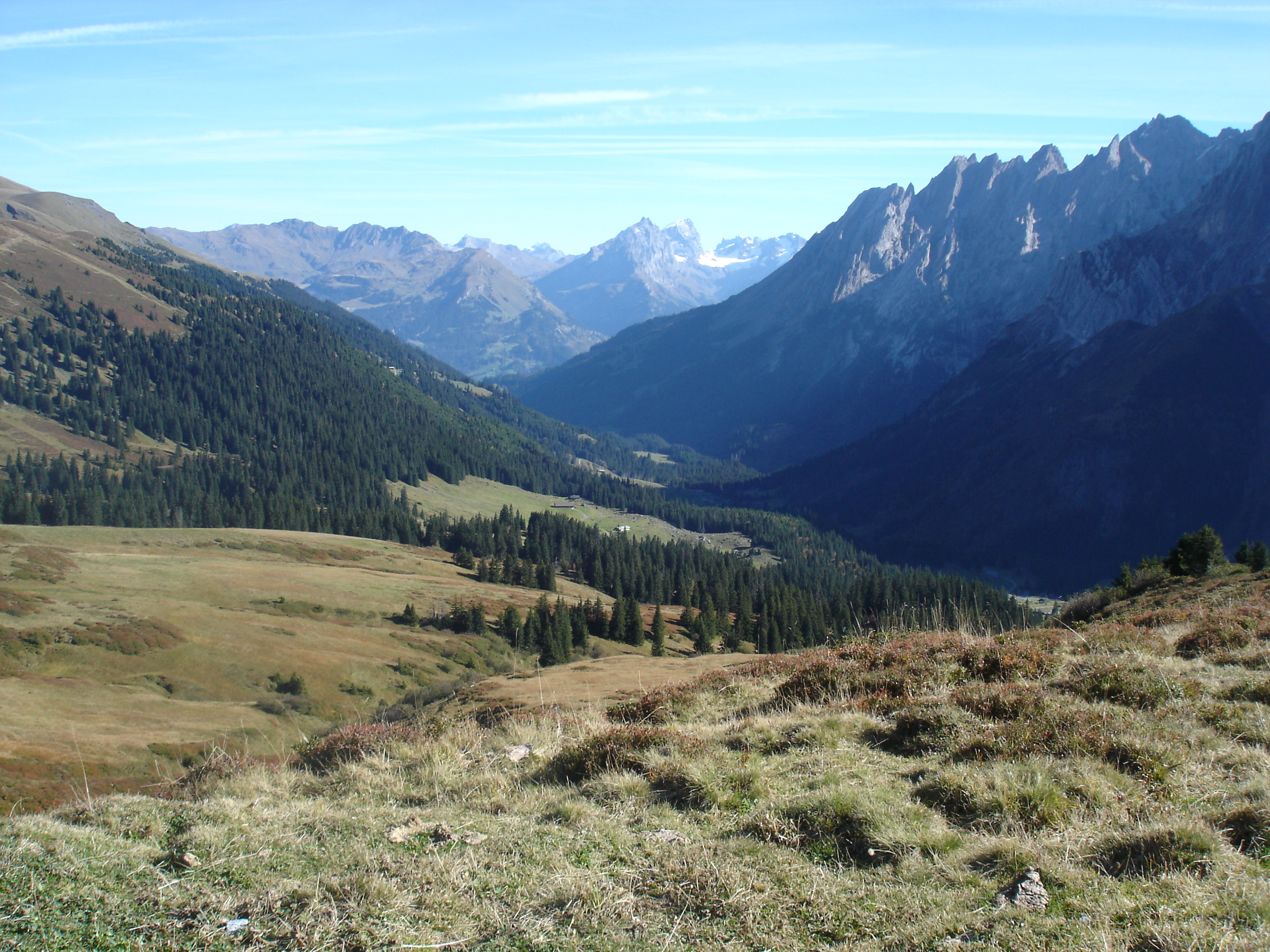
Reichenbachtal von der Grossen Scheidegg aus gesehen

Der Reichenbach fliesst zunächst in nordöstlicher Richtung, wendet sich dann mehr nach Norden und nimmt danach auf seiner rechten Seite die drei Hengsterabächen auf, die ihm das Wasser des Hengsterengletschers zuführen. Etwas bachabwärts fliesst ihm bei der Flur Uf Teiffenmatten auf der anderen Seite der Geissbach zu.
Kurz danach ändert er seine Laufrichtung nach Nordosten und wird dann unweit des Chalet-Hotels Schwarzwaldalp von links durch den Pfannibach gespeist. Gut einen Kilometer später, bei der kleinen Ortschaft Rosenlaui, führt ihm von rechts der Rosenlauibach das Wasser des Rosenlauigletschers zu. Das Reichenbachtal wird nach diesem Ort auch als Rosenlauital bezeichnet.
Der Bach zieht nun nord-nordostwärts durch sein enges Tal und nimmt dann südlich von Gschwantenmad auf der linken Seite den Schiissbach auf. Gut zwei Kilometer später fliesst ihm danach auf derselben Seite der Seilibach zu.

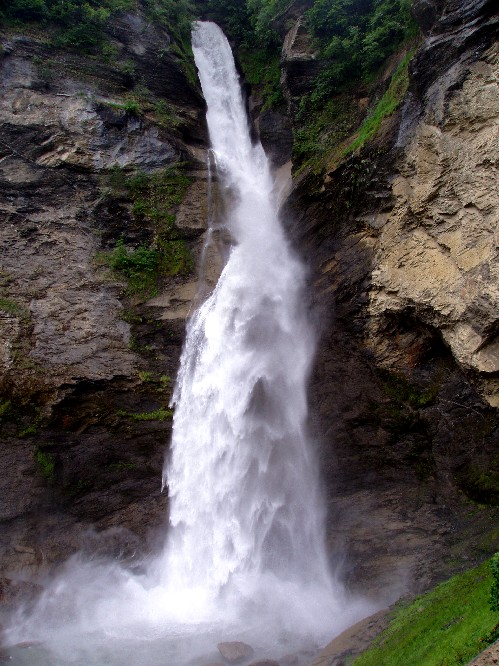
Der grosse Reichenbachfall

Oberhalb von Zwirgi wird der Bach in einem kleinen Becken Zwirgi gestaut, um Wasser für die Stromgewinnung zu entnehmen. Danach fällt der Bach als Reichenbachfall, eine 300 Meter hohe Kaskade von sieben Wasserfällen, die steile Südseite des Aaretals hinunter. Im flachen Talboden fliesst der Bach nach Nordwesten und nimmt dabei noch von rechts den Unterwasserkanal des Kraftwerks Schattenhalb auf.
Der Reichenbach mündet schliesslich westlich von Schattenhalb bei Meiringen auf einer Höhe von 594 m ü. M. von links und Süd-Südwesten in die dort aus dem Osten kommende Aare.
Sein etwa zwölf Kilometer langer Lauf endet circa 1356 Höhenmeter unterhalb seiner Quelle, er hat somit ein mittleres Sohlgefälle von ungefähr 11 %.

### Einzugsgebiet
Das 52,59 km² grosse Einzugsgebiet des Reichenbachs liegt in den Berner Alpen und wird über die Aare und den Rhein zur Nordsee entwässert.
Es besteht zu 19,8 % aus bestockter Fläche, zu 31,8 % aus Landwirtschaftsfläche, zu 0,6 % aus Siedlungsfläche, zu 16,4 % aus Gletscher/Firn, zu 0,8 % aus Gewässerfläche und zu 30,6 % aus unproduktiven Flächen.
Die Flächenverteilung
Die mittlere Höhe des Einzugsgebietes beträgt 2088 m ü. M., die minimale Höhe liegt bei 593 m ü. M. und die maximale Höhe bei 3700 m ü. M.

### Zuflüsse
Zu den grössten Zuflüssen des Reichenbachs zählen der Weissenbach, der Geissbach, der Pfannibach, der Rosenlauibach, der Rufenhubelbach und der Seilbach.
Zuflüsse von der Quelle zur Mündung, mit Namen, orographischer Richtung, Länge in km, Einzugsgebiet in km², Abflussdaten (MQ) in Liter pro Sekunde (l/s). Die Namen nach dem GIS des Kantons Bern, Daten auch nach swisstopo.
- Zylewenggräbleni (links), 1,0 km
- Äusserer Hengsterenbach (rechts), 1,6 km
- Mittlere Hengsterenbach (rechts), 1,1 km, 1,7 km²
- Leibrengräbli (links), 1,9 km, 0,89 km²
- Innere Hengsterenbäche[4] (rechts), 2,4 km
- Ganzenlouwinengraben (rechts), 0,8 km
- Geissbach (links), 2,9 km, 6,2 km², 0,36 m³/s
- Sagigräbli (links), 1,8 km
- Sattelbächli (rechts), 1,6 km
- Pfannibach (links), 5,2 km, 6,93 km², 0,39 m³/s
- Schihittenbächli (links), 0,6 km
- Spychergraben (rechts), 1,1 km
- Scheenenbielbächli (rechts), 0,6 km
- Rosenlauialpbach (rechts), 0,7 km
- Rosenlauibach (rechts), 4,3 km, 10,64 km²
- Rufenenbach (links), 2,4 km
- Rossweidgraben (rechts), 0,3 km
- Schiissbach (links), 3,2 km, 2,03 km²
- Spächtgraben (rechts), 1,2 km, 1,04 km²
- Schwendelibächli (links), 1,5 km,
- Eyeltigraben (rechts), 0,6 km
- Chalbergraben (rechts), 0,7 km
- Roteflüöbächli (links), 1,6 km, 1,23 km²
- Schwandgraben (rechts), 0,7 km
- Fruttlibächli (rechts), 1,0 km, 0,74 km²
- Hinders Sytenbächli (rechts), 0,3 km
- Vorders Sytenbächli (rechts), 0,5 km
- Seilibach (links), 2,7 km, 1,82 km²
- Leimerlibächli (links), 1,1 km
- UW-Kanal EW Rychenbach (rechts), 0,4 km

## Hydrologie
An der Mündung des Reichenbachs in die Aare beträgt die modellierte mittlere Abflussmenge (MQ) 2,83 m³/s. Die Abflussregimetyp ist a-glacio-nival und die Abflussvariabilität beträgt 13.

## Nutzung
Um die Mitte des 19. Jahrhunderts diente das Wasser des unteren Reichenbachfalls der Säge Reichenbach für den Betrieb ihres Wasserrades.
Heute betreibt die BKW Energie am Reichenbach das Kraftwerk Schattenhalb.

## Brücken

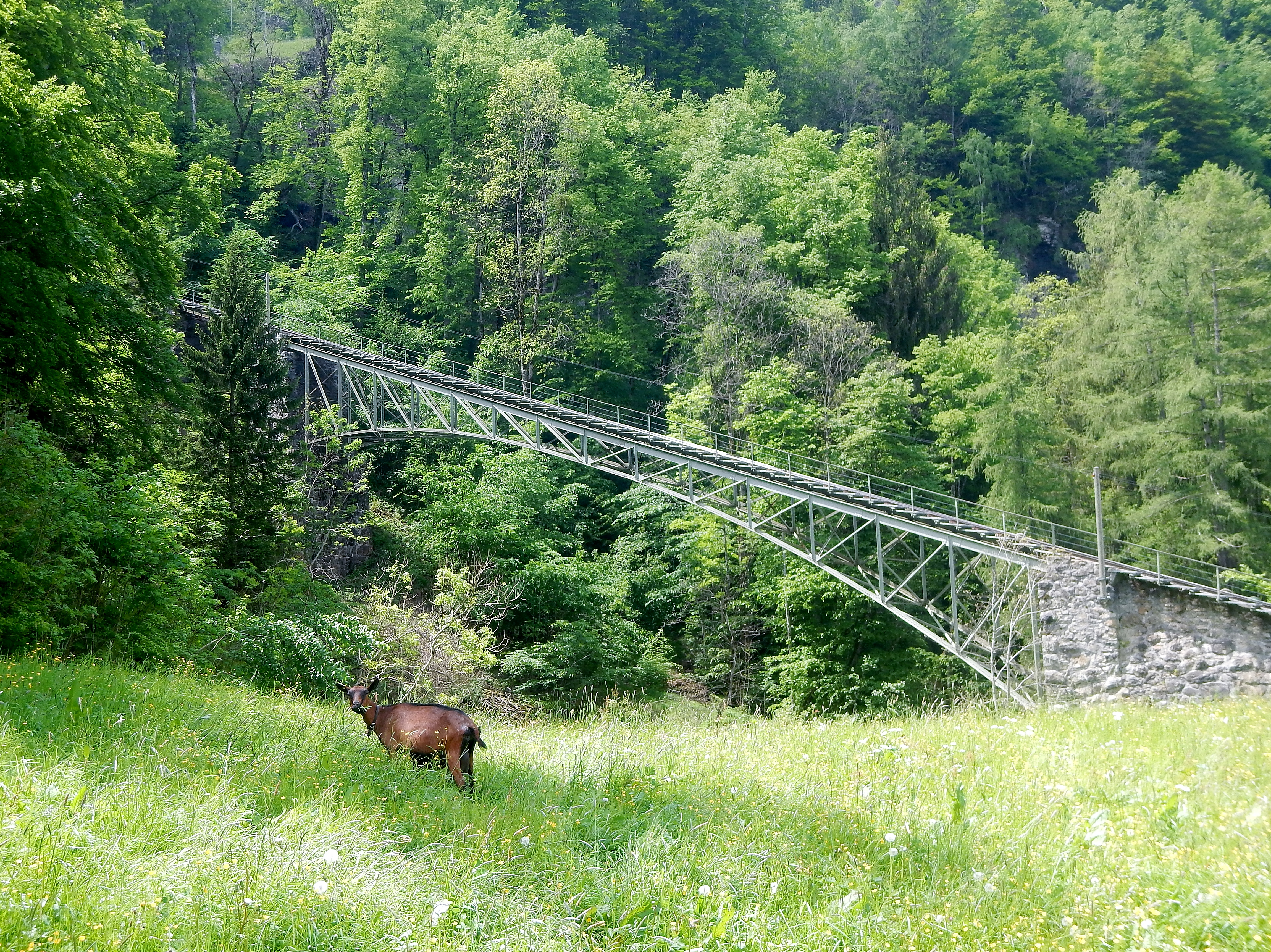
Grosse Brücke der Reichenbachfall-Bahn

17 Brücken und Stege überqueren den Bach. Erwähnenswert sind die Brücke der Reichenbachfall-Bahn sowie die Hauptstrassenbrücke (H6 und H11) bei der Mündung in die Aare.